# Дорогой Эван Хэнсен
Дорогой Эван Хансен (возможно также написание Хэнсен; англ. Dear Evan Hansen) — американский мюзикл. Главный герой — семнадцатилетний старшеклассник Эван Хэнсен, страдающий от социального тревожного расстройства, которое мешает ему контактировать с людьми и заводить друзей. Название является отсылкой к началу писем, которые главный герой писал сам себе по совету терапевта.
Мировая премьера мюзикла прошла в Arena Stage в Вашингтоне в июле 2015 года, с марта по май 2016 года проходили внебродвейские шоу. Первый спектакль на Бродвее прошёл в Music Box Theatre в декабре 2016 года.
Мюзикл получил положительные оценки критиков за исполнение главной роли Беном Платтом, тексты песен и либретто.
На 71-й премии «Тони» спектакль был номинирован на девять наград, включая номинации «Лучший мюзикл», «Лучшая партитура», «Лучший актёр в мюзикле» (Бен Платт), «Лучшая актриса второго плана в мюзикле» (Рэйчел Бэй Джон)).
В 2021 году вышла экранизация мюзикла.

## Сюжет

### Акт I
Эван Хансен — подросток, страдающий социофобией, которая мешает ему заводить друзей. Терапевт советует ему писать письма самому себе, в которых он в деталях описывает, почему каждый день был хорошим. Перед первым днем выпускного класса в старшей школе его мать, Хайди, советует ему завести друзей, попросив людей подписать гипс на его руке, которую он сломал, упав летом с дерева.
На другом конце города завтракает семья Мёрфи — Синтия, Ларри и их дети, Зоуи и Коннор. Зоуи и Ларри бранят Коннора за употребление наркотиков перед школой, в то время как Синтия переживает из-за того, что семья распадается. Оба родителя одновременно пытаются понять, как контактировать с их детьми («Anybody Have a Map?»).
В школе Эван встречает Алану, отличницу, и Джареда — сына друзей семьи и самомого близкого для Эвана аналога друга. Оба замечают его сломанную руку, но никто не подписывает. После Джаред и Эван пересекаются с Коннором Мёрфи, над которым Джаред подшучивает. Коннор воспринимает неловкое присутствие рядом Хансена за издёвку, за что толкает его. Сестра Коннора, Зоуи, в которую Эван влюблён, извиняется за поведение брата. Главный герой задумывается о том, что его судьба — быть изгоем («Waving Through A Window»).
Эван пишет себе новое письмо. Он утверждает, что этот год больше не сможет быть хорошим и задумывается о том, заметит ли вообще кто-нибудь, если он исчезнет. Он отмечает, что вся надежда теперь на Зоуи. Пока Эван печатает письмо в школьном компьютерном классе, он снова натыкается на Коннора, который извиняется и предлагает подписать гипс Хансена, чтобы они оба могли притвориться, будто являются друзьями. После этого Мёрфи отбирает у Хансена письмо и приходит в ярость от упоминания Зоуи, думая, что Эван специально написал это, чтобы посмеяться над ним. Коннор уходит, забирая письмо.
Несколько дней без каких-либо вестей от Коннора. Эвана тревожат мысли о том, что Коннор мог сделать с письмом. Вечером этого дня Эвана вызывают в кабинет директора, где его ждут родители Мёрфи. Они сообщают, что их сын покончил с собой, а в кармане было найдено письмо Эвана. Мёрфи верят, что предсмертная записка Коннора была адресована Хэнсену, они расспрашивают его о том, были ли они близки — Коннор никогда не говорил о том, что у него есть друзья. Эван, не зная, что делать, соглашается пройти к ним с целью поговорить об их сыне. Видя страдания Синтии Эван паникует и вместо того, чтобы сказать правду, придумывает ложную историю их с Коннором дружбы. Он говорит о том, что они вели тайную переписку, врёт о том, что он сломал руку, пока гулял с Коннором в яблоневом саду. Мёрфи вспоминают про сад, в котором часто гуляли, когда Коннор и Зоуи были детьми.
(«For Forever»).
Позже, Хайди напоминает, что Эвану стоит задуматься о колледже. Она упоминает, что слышала что-то о смерти Коннора Мёрфи, но сын советует ей не волноваться, так как они не были знакомы. Когда она замечает «Коннор» на гипсе её сына, он отвечает, что эту подпись оставил другой человек.
Когда Эван понимает, что ему требуются доказательства наличия «секретной переписки», он просит Джареда помочь ему в создании ненастоящей переписки («Sincerely, Me»).
Эван показывает Синтии и Ларри э-мейлы. Синтия в восторге от того, что у её сына был друг, Ларри же огорчен тем, что Коннор принимал свою семью и жизнь в достатке за должное. Зоуи, которая ненавидела Коннора за агрессивное поведение, заявляет, что не скучает и отказывается оплакивать его («Requiem»). Прочитав предсмертную записку, Зоуи замечает, что была упомянута. Она расспрашивает Эвана о том, говорил ли Коннор о ней. Хэнсен, неспособный говорить правду, высказывает ей причины, почему он влюблен в неё, называя их вещами, о которых говорил Коннор («If I Could Tell Her»). Не в силах сдержать эмоции, он целует Зоуи, но она отталкивает его и просит уйти.
Вернувшись в школу, главный герой замечает, что люди начинают забывать о Конноре. Подстрекаемый видением Коннора, Эван заручается помощью Аланы и Джареда и создает «Проект Коннора» (англ. The Connor Project) — организацию, стремящуюся сохранить память о Конноре. Дети рассказывают об идее семье Мёрфи, которые соглашаются поддержать проект («Disappear»). Вдохновлённая посвящением, Синтия просит Эвана произнести речь на похоронах Коннора, на что тот нерешительно соглашается. После официального запуска Проекта Коннора Эван произносит речь о своём одиночестве и его дружбе с Коннором. Запись речи становится вирусной. («You Will Be Found»). Зоуи, находясь под впечатлением, целует Эвана.

### Акт II
Эван и Алана выдвигают идею на сайте Проекта Коннора. В память о погибшем однокласснике они хотят собрать 50 тыс. долларов, чтобы открыть заброшенный яблоневый сад, где Эван и Коннор проводили время, судя по рассказам Эвана. Эван, поглощенный своими отношениями с Зоуи и новоиспеченной семьей в лице Мёрфи, начинает пренебрегать своей матерью, Джаредом и Проектом Коннора.
Хайди говорит Эвану, что видела запись его речи в Фейсбуке и спрашивает, почему он никогда не говорил ей о Проекте Коннора. Он со злостью отвечает, что у него не было времени, ведь её никогда нет рядом. На эмоциях он сбегает к семье Мёрфи, говоря матери, что идет к Джареду. В доме Мёрфи Эван сближается с Ларри Мёрфи и рассказывает ему, что его родители разведены и его отец больше не поддерживает отношений с Хайди («To Break in a Glove»).
Спустя время Эван в разговоре с Зоуи отмечает, что у его матери недостаточно денег для того, чтобы отправить сына в колледж. Когда он начинает упоминать Коннора, Зоуи говорит, что не хочет, чтобы в центре их отношений был Коннор («Only Us»).
Эван ссорится с Джаредом, который заявляет, что смерть Коннора — лучшее, что происходило с Эваном, ведь он больше не изгой. Позже, Эван идет к Мёрфи и узнает, что те пригласили его мать, Хайди, на обед. Хайди, не имевшая ни малейшего понятия о том, что её сын проводил время у Мёрфи, поражена тем, что Ларри и Синтия предлагают ей деньги, которые были отложены на колледж Коннора, для оплаты колледжа Эвана. Вернувшись домой, Эван с Хайди ссорятся. Хайди запрещает сыну видеться с семьей Мёрфи. Эван заявляет, что чувствует себя принятым семьей погибшего одноклассника, так как мать вечно отсутствует и возлагает слишком большие надежды на его ментальное здоровье. Хайди в слезах просит Эвана не сбегать из семьи.
В это время Алана замечает несостыковки в письмах, которые Эван «получал» от Коннора и начинает подозревать Эвана во лжи. Начав паниковать, Эван просит Джареда помочь ему исправить промахи, но Джаред отказывается, ссылаясь на отдалённость друга. Эван говорит, что Джаред притворялся ему другом только тогда, когда ему было что-то нужно. Джаред пугает Эвана раскрытием его секрета, Эван отвечает, что он, в ответ, может рассказать, что Джаред принимал в этом участие. («Good for You»).
Эван решает сказать правду. Воображаемый Коннор пытается отговорить его, обосновывая это счастьем семьи Мёрфи и тем, что его отношения с Зоуи — судьба, но Эван не соглашается, злобно выкрикивая, что он должен закончить всё это. Коннор спрашивает, как Эван сломал свою руку: упал или отпустил? Эван отвергает попытки Коннора убедить его не делать этого, но Коннор говорит, что если он расскажет правду, то единственный, кто с ним останется — он сам. Коннор исчезает.
Эван собирается извиниться перед Аланой, но она отвечает, что больше не собирается помогать ему с Проектом Коннора. Она сомневается в правдивости заявлений о дружбе Эвана и Коннора, потому что никогда не видела их вместе. Она говорит, что написать письма задним числом очень легко. Эван заявляет, что у него есть доказательство их дружбы — «предсмертная записка» Коннора, на самом деле являющаяся письмом, которое Коннор отнял у Эвана в начале повествования. Понимая, что письмо поможет собрать деньги, Алана публикует письмо в Интернете, которое, к сожалению Эвана, становится вирусным. Многие люди начинают обвинять в суициде Коннора его родителей.
Эван видится с семьей Мёрфи, которые стали мишенью для ненавистных комментариев от людей, верящих в то, что они ответственны за смерть Коннора. Он становится свидетелем семейной ссоры по поводу реальной причины суицида Коннора и наконец признается в том, что вся история была придумана. Зоуи и Синтия в слезах уходят, Ларри с отвращением отворачивается от Эвана. Снова в одиночестве, Эвану кажется, что вся разбитость, которую он ощущает, неизбежна («Words Fail»).
Хайди видит письмо в Интернете, понимая, что это одно из писем, которые Эван написал по назначению терапевта. Она просит прощения у сына за то, что не видела то, насколько плохо он себя чувствовал, Эван отрицает её вину, ссылаясь на свой обман. Затем он смутно признается в том, что его падение с дерева было попыткой самоубийства. Они садятся и Хайди вспоминает тот день, когда отец Эвана уезжал из дома: о том, как одиноко она себя чувствовала и не знала, как будет справляться со всем в одиночку. В конце концов она осознаёт, что она не одна — у неё есть Эван, с которым она сможет пройти через все преграды. Хайди обещает Эвану, что всегда будет рядом, когда она понадобится («So Big/So Small»).
Годом позже Эван всё ещё живёт с матерью и работает в Pottery Barn, потому что ему нужны деньги, чтобы поступить в колледж в следующем семестре. Он связывается с Зоуи, которую он не видел с тех пор, как она узнала правду, и предлагает встретиться. Она соглашается, но настаивает на том, чтобы они встретились в саду, который открыли в память о Конноре. Эван извиняется за боль, которую он причинил её семье. Он говорит, что прочитал 10 любимых книг Коннора, список которых он нашёл в старом ежегоднике, в попытке понять, каким человеком он был. Также он благодарит её и её родителей за то, что они никому не рассказали о том, что их дружба с Коннором была ложью. Зоуи прощает его и говорит, что всё происходившее сблизило её с семьей. Семья Мёрфи часто приезжает в сад и устраивает там пикники. Зоуи говорит, что это поддерживает их. Эван спрашивает, почему она настаивала на встрече в саду — она отвечает, что должна была убедиться в том, что он видел его.
Эван мысленно пишет себе одно последнее письмо, в котором говорит о влиянии, которое он оказал на сообщество, и о том, как он, наконец, принимает себя. («Finale»).

## Персонажи и актёры
| \| Персонаж \| Вашингтон (2015) \| Офф-Бродвей (2016) \| Бродвей (2016) \| Национальный тур (2018) \| \| --------------- \| ---------------------- \| ---------------------- \| ---------------------- \| ----------------------- \| \| Эван Хансен \| Бен Платт \| Бен Платт \| Бен Платт \| Бен Ливай Росс[2] \| \| Хайди Хэнсен \| Рэйчел Бэй Джонс \| Рэйчел Бэй Джонс \| Рэйчел Бэй Джонс \| Джессика Филлипс[3] \| \| Зоуи Мёрфи \| Лора Дрейфусс \| Лора Дрейфусс \| Лора Дрейфусс \| Мэгги МакКенна[4] \| \| Синтия Мёрфи \| Дженнифер Лора Томпсон \| Дженнифер Лора Томпсон \| Дженнифер Лора Томпсон \| Кристиана Нолл[5] \| \| Ларри Мёрфи \| Майкл Парк \| Джон Доссетт \| Майкл Парк \| Аарон Лазар[6] \| \| Коннор Мёрфи \| Майк Файст \| Майк Файст \| Майк Файст \| Питер Маррик Смит[7] \| \| Алана Бэк \| Алексис Мольнар \| Кристолин Ллойд \| Кристолин Ллойд \| Фиби Кояби[8] \| \| Джаред Клайнман \| Уилл Роланд \| Уилл Роланд \| Уилл Роланд \| Джаред Голдсмит[9] \| | - Эван Хэнсен: Ной Галвин; Тейлор Тренч, Эндрю Барт Фельдман, Джордан Фишер - Алана Бэк: Феникс Бэст - Коннор Мёрфи: Алекс Бониэлло - Джаред Клайнман: Скай Лакота-Линч |                        |                        |                         |
| Персонаж | Вашингтон (2015) | Офф-Бродвей (2016)     | Бродвей (2016)         | Национальный тур (2018) |
| Эван Хансен | Бен Платт | Бен Платт              | Бен Платт              | Бен Ливай Росс          |
| Хайди Хэнсен | Рэйчел Бэй Джонс | Рэйчел Бэй Джонс       | Рэйчел Бэй Джонс       | Джессика Филлипс        |
| Зоуи Мёрфи | Лора Дрейфусс | Лора Дрейфусс          | Лора Дрейфусс          | Мэгги МакКенна          |
| Синтия Мёрфи | Дженнифер Лора Томпсон | Дженнифер Лора Томпсон | Дженнифер Лора Томпсон | Кристиана Нолл          |
| Ларри Мёрфи | Майкл Парк | Джон Доссетт           | Майкл Парк             | Аарон Лазар             |
| Коннор Мёрфи | Майк Файст | Майк Файст             | Майк Файст             | Питер Маррик Смит       |
| Алана Бэк | Алексис Мольнар | Кристолин Ллойд        | Кристолин Ллойд        | Фиби Кояби              |
| Джаред Клайнман | Уилл Роланд | Уилл Роланд            | Уилл Роланд            | Джаред Голдсмит         |

### Персонажи
- Эван Хэнсен — старшеклассник, страдающий от социофобии. Терапевт посоветовал ему каждый день писать самому себе письма о том, почему этот день будет хорошим. Письма являются причиной описываемых событий. Так как Коннор сохранил терапевтическое письмо у себя, родители Коннора решили, что это письмо было адресовано Эвану и являлось предсмертной запиской.
- Хайди Хэнсен — мать Эвана, помощница медсестры. Она пытается наладить отношения с сыном, но безрезультатно, так как не понимает, через что Эван проходит на ежедневной основе. Является матерью-одиночкой.
- Зоуи Мёрфи — младшая сестра Коннора и объект влюбленности Эвана. Находится в плохих отношениях с братом.
- Синтия Мёрфи — мать-домохозяйка Коннора и Зоуи. Она пытается удержать свою семью от распада, часто безуспешно. Никогда не была в близких отношениях с Коннором, но очень тяжело переживает его смерть.
- Ларри Мёрфи — отец Коннора и Зоуи. Много работает, чтобы обеспечивать семью, из-за чего редко с ней видится.
- Коннор Мёрфи — старшеклассник, страдающий от депрессии и БАР. Из-за панических атак и паранойи становился очень агрессивным. Находится в плохих отношениях с сестрой. Коннор совершает суицид, являющийся центром событий.
- Алана Бэк — одноклассница Эвана, которая помогает ему с Проектом Коннора.
- Джаред Клайнман — одноклассник Эвана, сын друзей семьи Хэнсенов. Прямо говорит, что общается с Эваном лишь для того, чтобы его родители оплачивали страховку его машины. Помогает Эвану с Проектом Коннора.

## Песни
| Акт I - „Anybody Have a Map?“ — Хайди, Синтия - „Waving Through a Window“ — Эван - „Waving Through a Window“ (Реприза #1)* — Эван - „Waving Through a Window“ (Реприза #2)* — Алана - „For Forever“ — Эван - „Sincerely, Me“ — Коннор, Эван, Джаред - „Requiem“ — Зоуи, Синтия, Ларри - „If I Could Tell Her“ — Эван, Зоуи - „Disappear“ — Коннор, Эван, Алана, Джаред, Ларри, Синтия - „You Will Be Found“ — Каст | Акт II - „Sincerely, Me“ (Реприза)* — Коннор, Джаред - „To Break in a Glove“ — Ларри, Эван - „Only Us“ — Зоуи, Эван - „Good for You“ — Хайди, Алана, Джаред, Эван - „For Forever“ (Реприза)»* — Коннор - «You Will Be Found» (Реприза)* — Каст - «Words Fail» — Эван - «So Big/So Small» — Хайди - «Finale» — Каст |

*Не включены в альбом

### Запись
Альбом с оригинальными записями песен вышел 3 февраля 2017 года. Вторая песня, «Waving Through A Window», была выпущена раньше для тех, кто сделал предзаказ. Пятая песня, «Requiem», была сделана доступной для стриминга за неделю до выпуска альбома, 26 января 2017 года. Песня была включена в бонус к предзаказу на следующий день. Запись финала первого акта «You Will Be Found» была доступна для прослушивания 30 января 2017 года. Альбом дебютировал на 8 строчке Billboard 200 25 февраля. В формате диска альбом стал доступен 24 февраля 2017 года. Альбом выиграл Грэмми за Лучший альбом для мюзикла.

## Награды

### Постановка в Вашингтоне
| Год  | Награда           | Номинация                             | Номинант                     | Результат |
| ---- | ----------------- | ------------------------------------- | ---------------------------- | --------- |
| 2016 | Helen Hayes Award | Выдающийся мюзикл                     | Выдающийся мюзикл            | Победа    |
| 2016 | Helen Hayes Award | Выдающаяся режиссура                  | Майкл Гриф                   | Победа    |
| 2016 | Helen Hayes Award | Выдающаяся женская роль второго плана | Лора Дрейфусс                | Номинация |
| 2016 | Helen Hayes Award | Выдающаяся женская роль второго плана | Дженнифер Лора Томпсон       | Номинация |
| 2016 | Helen Hayes Award | Выдающийся ансамбль                   | Выдающийся ансамбль          | Победа    |
| 2016 | Helen Hayes Award | Выдающаяся работа со светом           | Джейфи Вэйдман               | Номинация |
| 2016 | Helen Hayes Award | Выдающееся музыкальное направление    | Бен Кон                      | Номинация |
| 2016 | Helen Hayes Award | Выдающиеся декорации                  | Дэвид Корнис и Питер Нигрини | Номинация |

### Офф-Бродвей
| Год  | Награда                                                              | Номинация                                                            | Номинант                                  | Результат |
| ---- | -------------------------------------------------------------------- | -------------------------------------------------------------------- | ----------------------------------------- | --------- |
| 2016 | The Charles MacArthur Award за Новый выдающийся мюзикл или спектакль | The Charles MacArthur Award за Новый выдающийся мюзикл или спектакль | Стивен Левенсон, Бенж Пасек и Джастин Пол | Номинация |
| 2016 | Outer Critics Circle Awards                                          | Новый выдающийся внебродвейский мюзикл                               | Новый выдающийся внебродвейский мюзикл    | Победа    |
| 2016 | Outer Critics Circle Awards                                          | Выдающаяся оркестровка                                               | Пасек и Пол                               | Номинация |
| 2016 | Outer Critics Circle Awards                                          | Выдающееся либретто                                                  | Стивен Левенсон                           | Победа    |
| 2016 | Outer Critics Circle Awards                                          | Выдающийся режиссёр                                                  | Майкл Гриф                                | Номинация |
| 2016 | Outer Critics Circle Awards                                          | Лучшая мужская роль                                                  | Бен Платт                                 | Номинация |
| 2016 | Outer Critics Circle Awards                                          | Выдающиеся декорации                                                 | Питер Нигрини                             | Номинация |
| 2016 | Off Broadway Alliance Awards                                         | Лучший мюзикл                                                        | Лучший мюзикл                             | Номинация |
| 2016 | Премия Лиги Драмы                                                    | Выдающийся продакшн                                                  | Выдающийся продакшн                       | Номинация |
| 2016 | Премия Лиги Драмы                                                    | Выдающееся исполнение                                                | Бен Платт                                 | Номинация |
| 2016 | Премия «Драма Деск»                                                  | Выдающиеся слова                                                     | Пасек и Пол                               | Победа    |
| 2016 | Премия «Драма Деск»                                                  | Лучшая женская роль второго плана                                    | Рэйчел Бэй Джонс                          | Номинация |
| 2016 | Премия «Драма Деск»                                                  | Выдающиеся декорации                                                 | Питер Нигрини                             | Номинация |
| 2016 | Obie                                                                 | Obie за Мюзикл                                                       | Стивен Левенсон, Бенж Пасек, Джастин Пол  | Победа    |
| 2016 | Obie                                                                 | Obie за Выдающееся исполнение                                        | Бен Платт                                 | Победа    |
| 2017 | Lucille Lortel Awards                                                | Выдающийся мюзикл                                                    | Выдающийся мюзикл                         | Номинация |
| 2017 | Lucille Lortel Awards                                                | Лучшая мужская роль                                                  | Бен Платт                                 | Победа    |
| 2017 | Lucille Lortel Awards                                                | Лучшая женская роль второго плана                                    | Рэйчел Бэй Джонс                          | Победа    |
| 2017 | Lucille Lortel Awards                                                | Выдающиеся декорации                                                 | Питер Нигрини                             | Номинация |

### Бродвей
| Год  | Награда               | Номинация                                                                   | Номинант                                              | Результат |
| ---- | --------------------- | --------------------------------------------------------------------------- | ----------------------------------------------------- | --------- |
| 2017 | Тони                  | Премия «Тони» за лучший мюзикл                                              | Премия «Тони» за лучший мюзикл                        | Победа    |
| 2017 | Тони                  | Премия «Тони» за лучшее либретто                                            | Стивен Левенсон                                       | Победа    |
| 2017 | Тони                  | Премия «Тони» за лучшую музыку                                              | Пасек и Пол                                           | Победа    |
| 2017 | Тони                  | Премия «Тони» за лучшую мужскую роль                                        | Бен Платт                                             | Победа    |
| 2017 | Тони                  | Премия «Тони» за лучшую мужскую роль второго плана                          | Майк Файст                                            | Номинация |
| 2017 | Тони                  | Премия «Тони» за лучшую женскую роль второго плана                          | Рэйчел Бэй Джонс                                      | Победа    |
| 2017 | Тони                  | Премия «Тони» за лучшую работу со светом                                    | Джейфи Вэйдман                                        | Номинация |
| 2017 | Тони                  | Премия «Тони» за лучшую режиссуру                                           | Майкл Гриф                                            | Номинация |
| 2017 | Тони                  | Премия «Тони» за лучшую музыку                                              | Алекс Лакамойр                                        | Победа    |
| 2017 | Премия Лиги Драмы     | Выдающийся продакшн                                                         | Выдающийся продакшн                                   | Победа    |
| 2017 | Премия Лиги Драмы     | Выдающееся исполнение                                                       | Бен Платт                                             | Победа    |
| 2017 | Премия Лиги Драмы     | Выдающееся исполнение                                                       | Рэйчел Бэй Джонс                                      | Номинация |
| 2018 | Грэмми                | Грэмми за Лучший альбом для мюзикла                                         | Каст                                                  | Победа    |
| 2018 | Дневная премия «Эмми» | Daytime Emmy Award for Outstanding Musical Performance in a Daytime Program | Бен Платт & Каст «You Will Be Found» (The Today Show) | Победа    |